# 伊朗石油部
石油部（波斯語：‎）是伊朗一個負責管理石油工业、石油和石化产品公司的行政機關。該部門還負責為石油产品签发进口许可证。2020年，美国国务院宣佈對伊朗石油部實施制裁。 
据BP表示，伊朗拥有137.6十億桶（2.188×1010立方） 石油探明储量和天然气探明储量29.61万亿立方米。伊朗的石油储量位居世界第三，天然气储量位居世界第二。